# Grande Prêmio da África do Sul de 1971
Resultados do Grande Prêmio da África do Sul de Fórmula 1 realizado em Kyalami em 6 de março de 1971. Primeira etapa da temporada, nele o norte-americano Mario Andretti, da Ferrari, conquistou a primeira vitória de sua carreira.

## Classificação da prova
| Pos | Nº | Piloto             | Construtor       | Voltas | Tempo/Diferença          | Grid | Pontos |
| --- | -- | ------------------ | ---------------- | ------ | ------------------------ | ---- | ------ |
| 1   | 6  | Mario Andretti     | Ferrari          | 79     | 1:47:35.5                | 4    | 9      |
| 2   | 9  | Jackie Stewart     | Tyrrell-Ford     | 79     | + 20.9                   | 1    | 6      |
| 3   | 5  | Clay Regazzoni     | Ferrari          | 79     | + 31.4                   | 3    | 4      |
| 4   | 3  | Reine Wisell       | Lotus-Ford       | 79     | + 1:09.4                 | 14   | 3      |
| 5   | 19 | Chris Amon         | Matra            | 78     | + 1 volta                | 2    | 2      |
| 6   | 11 | Denny Hulme        | McLaren-Ford     | 78     | + 1 volta                | 7    | 1      |
| 7   | 28 | Brian Redman       | Surtees-Ford     | 78     | + 1 volta                | 17   |        |
| 8   | 4  | Jacky Ickx         | Ferrari          | 78     | + 1 volta                | 8    |        |
| 9   | 14 | Graham Hill        | Brabham-Ford     | 77     | + 2 voltas               | 19   |        |
| 10  | 7  | Ronnie Peterson    | March-Ford       | 77     | + 2 voltas               | 13   |        |
| 11  | 22 | Henri Pescarolo    | March-Ford       | 77     | + 2 voltas               | 18   |        |
| 12  | 21 | Rolf Stommelen     | Surtees-Ford     | 77     | + 2 voltas               | 15   |        |
| 13  | 8  | Andrea de Adamich  | March-Alfa Romeo | 75     | + 4 voltas               | 22   |        |
| Ret | 2  | Emerson Fittipaldi | Lotus-Ford       | 58     | Motor                    | 5    |        |
| Ret | 20 | John Surtees       | Surtees-Ford     | 56     | Câmbio                   | 6    |        |
| Ret | 10 | François Cevert    | Tyrrell-Ford     | 45     | Acidente                 | 9    |        |
| Ret | 27 | Howden Ganley      | BRM              | 42     | Cansaço físico           | 24   |        |
| Ret | 16 | Pedro Rodríguez    | BRM              | 33     | Superaquecimento         | 10   |        |
| Ret | 15 | Dave Charlton      | Brabham-Ford     | 31     | Motor                    | 16   |        |
| Ret | 17 | Jo Siffert         | BRM              | 31     | Superaquecimento         | 12   |        |
| Ret | 24 | John Love          | March-Ford       | 30     | Diferencial              | 21   |        |
| Ret | 25 | Jackie Pretorius   | Brabham-Ford     | 22     | Motor                    | 20   |        |
| Ret | 12 | Peter Gethin       | McLaren-Ford     | 7      | Vazamento de combustível | 11   |        |
| Ret | 23 | Jo Bonnier         | McLaren-Ford     | 5      | Suspensão                | 23   |        |
| Ret | 26 | Alex Soler-Roig    | March-Ford       | 5      | Motor                    | 25   |        |

## Tabela do campeonato após a corrida
| Pos. | Piloto         | Pontos |
| ---- | -------------- | ------ |
| 1    | Mario Andretti | 9      |
| 2    | Jackie Stewart | 6      |
| 3    | Clay Regazzoni | 4      |
| 4    | Reine Wisell   | 3      |
| 5    | Chris Amon     | 2      |

| Pos. | Construtor   | Pontos |
| ---- | ------------ | ------ |
| 1    | Ferrari      | 9      |
| 2    | Tyrrell-Ford | 6      |
| 3    | Lotus-Ford   | 3      |
| 4    | Matra        | 2      |
| 5    | McLaren-Ford | 1      |

- Nota: Somente as primeiras cinco posições estão listadas. Em 1971 os pilotos computariam cinco resultados nas seis primeiras corridas do ano e quatro nas últimas cinco. Neste ponto esclarecemos: na tabela dos construtores figurava somente o melhor colocado dentre os carros de um time.